# Zwavelen (wijn)
Zwavelen is het aan wijn toevoegen van zwavel in de vorm van sulfiet. Het is een techniek in de vinificatie, het omzetten van most in wijn.

## Sulfieten
Zwavel voorkomt oxidatie en wordt als conserveringsmiddel in veel levensmiddelen gebruikt. Sulfieten (SO32−) zijn wettelijk toegestane bewaarmiddelen met een antibacteriële en antioxidante werking die ook in andere bederfelijke of snel oxiderende levensmiddelen gebruikt worden. Van de Europese Unie kregen ze de E-nummers E220 tot 228 toegekend. De Europese maximumgrens is 160 milligram SO2 per liter voor rode wijn, 210 milligram SO2 per liter voor witte wijn en 400 milligram SO2 per liter voor zoete (witte) wijn.

## Geschiedenis
In de 18e eeuw dronk men de wijnen nog jong. In het voorjaar na de oogst kon de wijn worden gedronken. De nog ongezwavelde wijnen die een jaar of langer werden opgelegd, bedierven vaak door de invloed van azijnproducerende bacteriën. De moderne wijnhandel en de mogelijkheid om wijn op fles te laten rijpen zijn te danken aan de zwaveling.

## Werkwijze
In de wijnindustrie zwavelt men het most soms al direct na het persen. Dit voorkomt dat het most oxideert vóórdat het heeft gegist, wat vooral bij witte wijnen een verkeerde smaak zou geven.
Verder worden wijnen gezwaveld als ze worden overgestoken in andere vaten en dan in aanraking komen met zuurstof. Dit is het geval bij bereiding van jonge wijnen met de solera-techniek, zoals bij sherry. Een ander voorbeeld is het assembleren (mengen) van champagne na de alcoholische gisting.
De laatste keer dat een wijn met sulfiet behandeld wordt is bij de botteling. Het is beter om weinig sulfiet te gebruiken, maar een kleine hoeveelheid sulfiet kan helpen bij de stabiliteit van een gebottelde wijn. Desalniettemin is er groot aantal wijnboeren die zogenoemde natuurwijn produceren, die veel minder of helemaal niet gezwaveld is. Er is geen certificering voor natuurwijn zoals dat wel het geval is voor biologische of biodynamische wijn, maar over het algemeen werken natuurwijnboeren zonder chemische toevoegingen tijdens de vinificatie, waar sulfiet dus ook onder valt. 

## Herkomst van sulfieten
Wijngaarden kan sulfiet bevatten dat afkomstig is van bestrijdingsmiddelen tegen meeldauw, een schimmelziekte op bladeren. Daarnaast is er de sulfiet die van nature ontstaat bij de gisting van de most. Afhankelijk van hun stam zullen de gisten in de wijn meer of minder sulfieten aanmaken.

## Vervangbaarheid van sulfieten
Omdat de microbiologische stabiliteit van een wijn sterk afhankelijk is van de hygiëne tijdens de volledige keten van de wijnbouw kan daar winst worden gemaakt waar het sulfiet en ook het aandeel bedorven flessen betreft. Daarvoor moeten de oogstmachines grondig worden gereinigd, de wijnvaten moeten worden ontsmet in plaats van enkel gespoeld met water. Toevoeging van ascorbinezuur (vitamine C) of bepaalde tannines aan de wijn kan de noodzaak tot zwavelen verminderen of wegnemen. Maar bij witte wijnen en champagnes is toevoeging van tannine beslist ongewenst. Het risico op oxidatie van most en wijn kan worden beperkt door druiven, most en wijn onder een inert gas als stikstof te bewaren. Stikstof reageert niet met de wijn en beïnvloedt de smaak niet. Deze techniek is niet bij ieder wijntype toepasbaar, soms is de oxidatie bepalend voor de smaak, zoals bij de Vin jaune uit de Jura die in halfvolle vaten rijpt, de madeira en de aan frisse lucht vanuit zee blootgestelde sherry in de bodega's van Jerez de la Frontera. De oogsttechniek, namelijk 's nachts oogsten van witte druiven, snel persen, snel en gekoeld vervoeren van het most, de kwaliteit en versheid van druiven die bij witte wijn liefst snel en ongekneusd moeten worden aangeleverd bij de wijnpers, betere filtratie van de jonge wijn, kan de gevoeligheid voor oxidatie en bederf doen afnemen. Een wijnkelder moet dan ook schoon zijn.

## Reglementering en zelfregulering
Natuurlijk gevormde sulfieten kunnen de wettelijke norm van 10 milligram per liter overschrijden. Wanneer die norm wordt overschreden, moet de aanduiding "bevat sulfieten" op het etiket van de fles staan. Voor een rode wijn betekent de vermelding van sulfiet op het etiket dat 10 tot 160 milligram sulfiet per liter aanwezig is.
Er zijn biologische boeren die zonder (toegevoegde) sulfiet proberen te werken. Dat is bij sommige druivenrassen uitgesloten; de organoleptische eigenschappen van de wijn zorgen voor een kleine natuurlijke sulfietproductie tijdens de gisting en een hoge gevoeligheid voor oxidatie. Een wijn zonder toegevoegde sulfieten is naar het oordeel van veel wijnboeren zo fragiel dat deze de wijnkelder dan wel drinkbaar verlaat maar na de distributie ondrinkbaar, zuur of met "kurk", op tafel komt.
De Europese wetgeving heeft geen normen vastgelegd voor biologische wijn. De meningsverschillen zijn daarvoor nog te groot, De Unie heeft ook het vermelden van het aandeel sulfiet in een wijn niet voorgeschreven. Dat zou in het nadeel zijn van de reguliere teelt. De consumenten zijn, zonder veel reden, bang voor sulfiet. Toch is lang niet iedereen gevoelig voor sulfiet, dat bij sommige mensen hoofdpijn kan veroorzaken.
De meeste wijnen in de handel bevatten sulfietpercentages die 20% onder de Europese maximumgrens lagen. Biologische wijnen scoorden nog beter: 80% van de biologische rode wijnen bevatten minder dan 75 milligram SO2 per liter en 60% van de biologische witte en roséwijnen bevatte minder dan 100 milligram SO2 per liter.

### Zoet versus droog
De uit de schillen en steeltjes geperste tannine in rode wijn en in mindere mate in rosé is zelf een anti-oxidant en voorkomt verzuring van de wijn. Maar hoe zoeter de wijn, hoe groter de voedingsbodem voor ongewenste schimmels en bacteriën en hoe groter de behoefte aan zwavel. Sauternes mag dan ook 250 milligram sulfiet bevatten, terwijl voor een droge rode wijn een grens van 160 milligram is vastgesteld. Een ontwerpreglement van de Europese Unie wil dat aandeel verlagen tot respectievelijk 170 en 100 gram per liter. Biologische wijnboeren met keurmerken van organisaties als Nature et Progrès, Demeter en Biodyvin mogen ongeveer de helft gebruiken van wat in de reguliere wijnbouw is toegestaan. In Amerika is het maximum voor alle wijnen 100 milligram per liter terwijl de Zwitsers bij biologische wijn 170 respectievelijk 120 gram sulfiet per liter toestaan.

## Wijn en hoofdpijn
Hoofdpijn na het drinken van wijn is niet het gevolg van sulfiet. Allergische reacties op sulfiet zijn huiduitslag en ademhalingsproblemen. Sulfiet vindt men ook in koekjes, pizza en chips, in ingemaakte augurken en in gedroogd fruit. De Diamond Headache Clinic in Chicago legt wel een verband tussen hoofdpijnklachten en het drinken van wijn, maar daarbij speelt sulfiet geen rol: sommigen kunnen slecht tegen alcohol.
Een bekende veroorzaker van hoofdpijn is tyramine, een stof die alleen voorkomt in wijnen die de in het voorjaar spontaan optredende malolactische of appelzure gisting hebben mogen ondergaan. De malolactische gisting maakt de wijn minder fruitig maar veel karaktervoller. Bij een malolactische gisting zetten bacteriën het in de wijn aanwezige (frisse of zurige) appelzuur immers om in melkzuur. Genetisch gemodificeerde gisten kunnen een malolactische gisting zonder tyramineafgifte veroorzaken. In Canada worden deze gisten, eigenlijk bacteriën die op de druif groeien, Oenococcus oeni (vroeger Leuconostoc oenos genoemd), sinds 2011 in gemodificeerde vorm gebruikt. Daarmee werd de mogelijkheid voor gebruik in de grote wijnexporteurs Verenigde Staten en Zuid-Afrika ook geopend. Anders dan in de Europese Unie zijn wijnproducenten in die landen niet verplicht om op het etiket te vermelden of er genetisch gemodificeerd materiaal werd gebruikt.